# Selenobrachys philippinus
Espèce
Selenobrachys philippinus est une espèce d'araignées mygalomorphes de la famille des Theraphosidae.

## Distribution
Cette espèce est endémique de Negros aux Philippines.

## Description

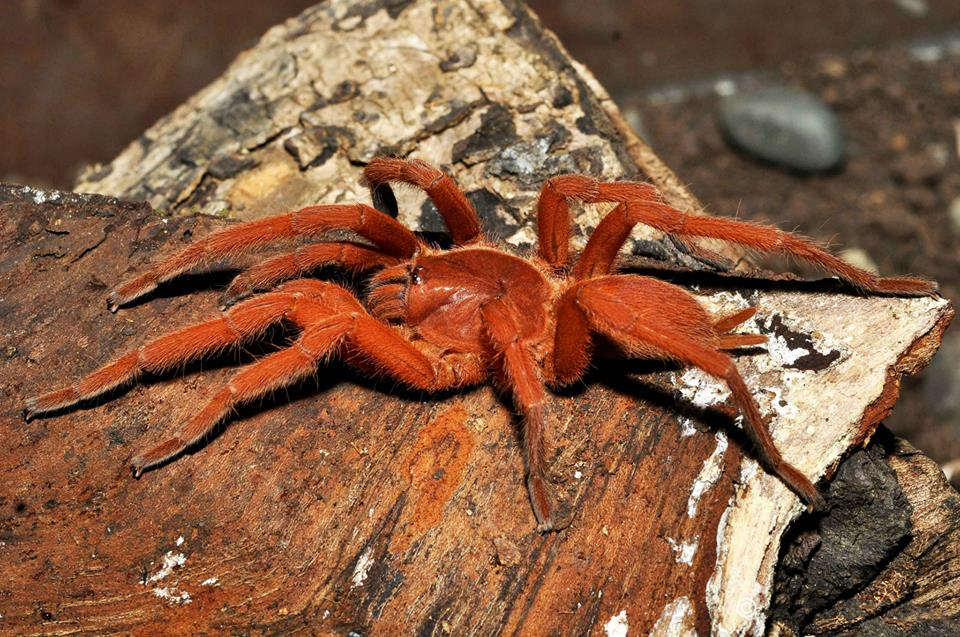
Selenobrachys philippinus

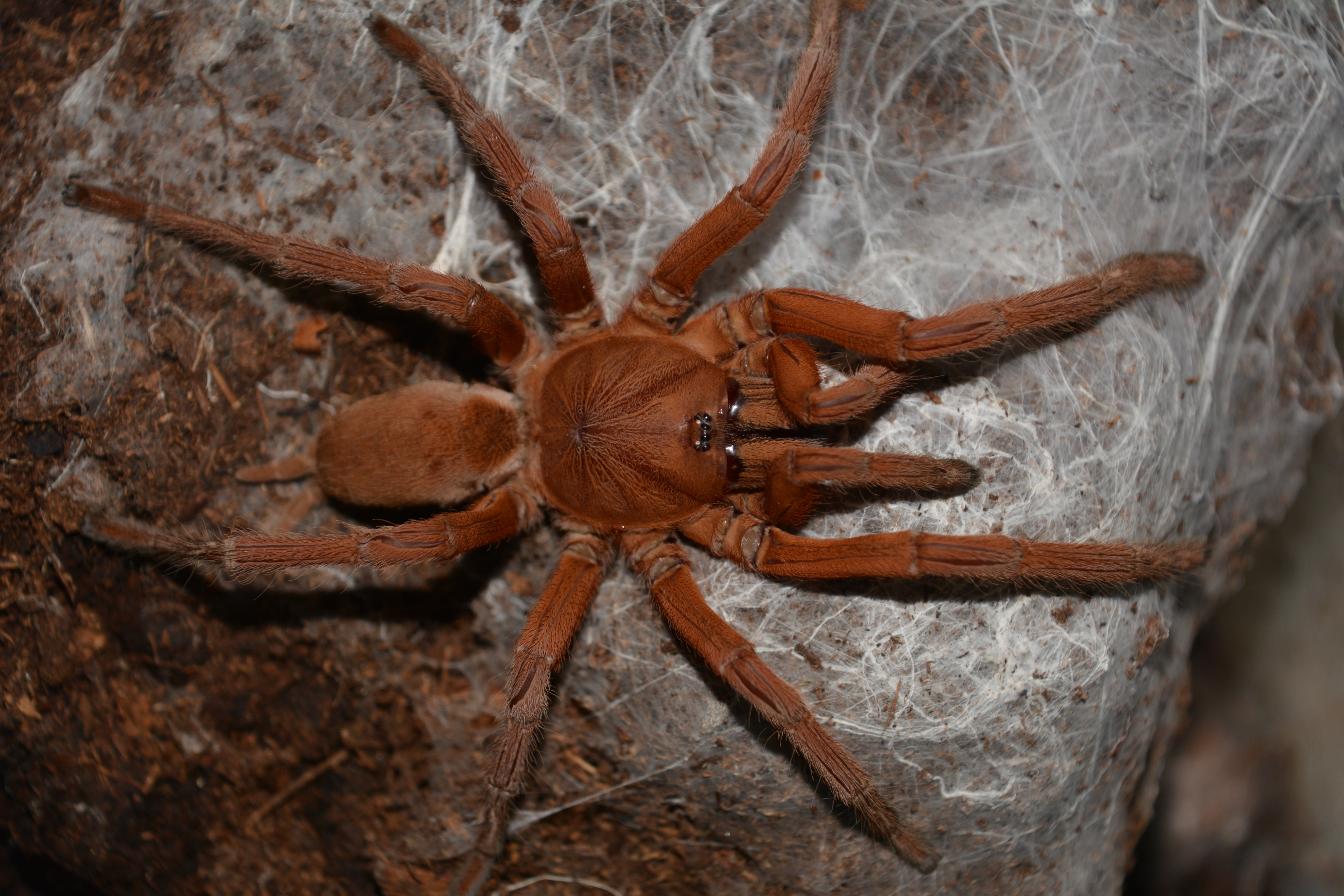
Selenobrachys philippinus

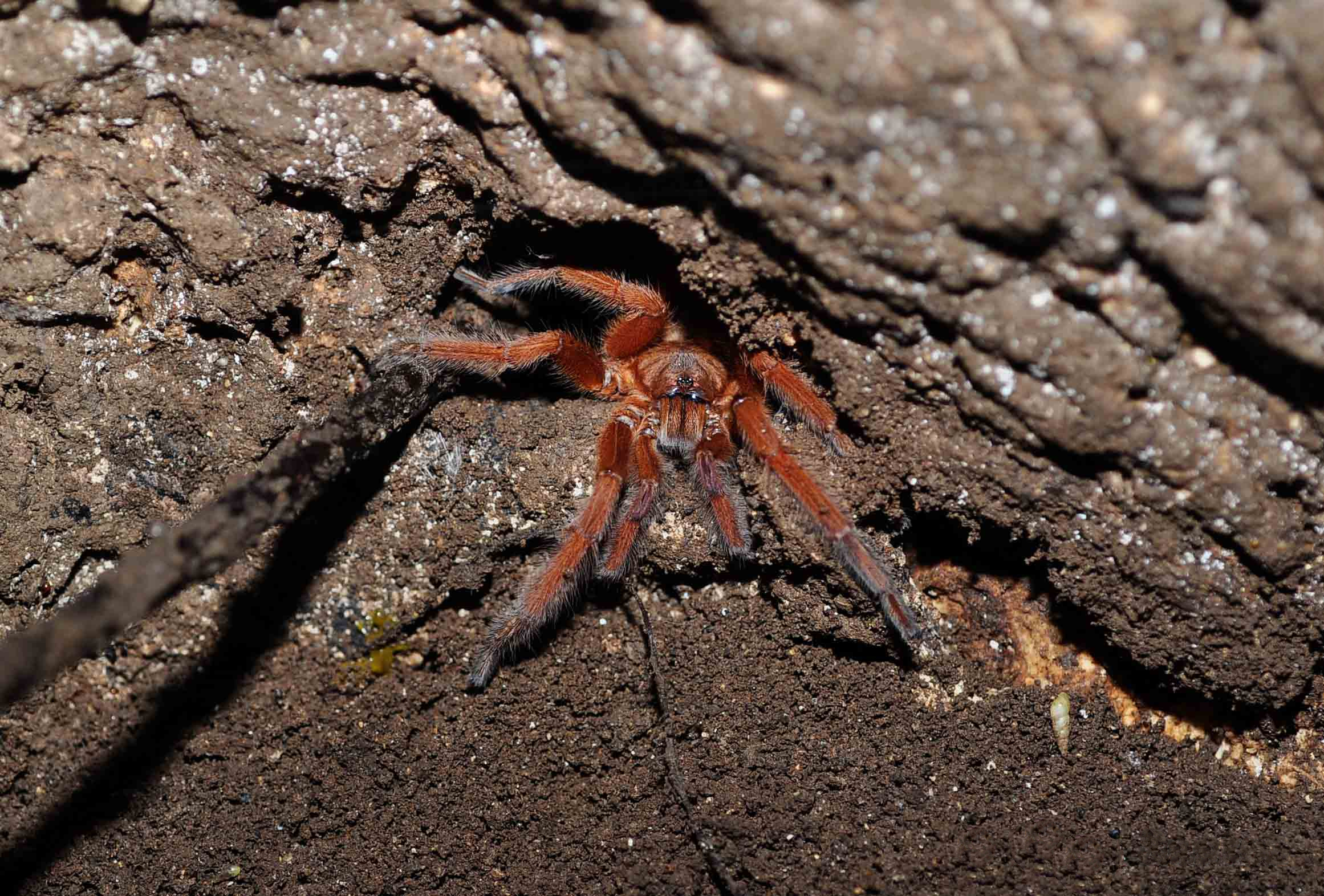
Selenobrachys philippinus

La femelle holotype mesure 28 mm.
Le mâle décrit par Acuña et al. en 2025 mesure 42,07 mm, les mâles mesurent de 41,43 à 43,98 mm.

## Systématique et taxinomie
Cette espèce a été décrite par Schmidt en 1999. Elle est placée dans le genre Orphnaecus par West, Nunn et Hogg en 2012 puis dans le genre Selenobrachys par Acuña et al. en 2025.

## Étymologie
Son nom d'espèce lui a été donné en référence au lieu de sa découverte, les Philippines.

## Publication originale
- Schmidt, 1999 : « Selenobrachys philippinus gen. et sp. n. (Araneae: Theraphosidae: Selenocosmiinae), eine neue Theraphosidae sp. von der Insel Negros (Philippinen). » Arachnologisches Magazin, vol. 7, no 5/6, p. 1-13.